# Codeceda
Codeceda ist ein Ort und eine ehemalige Gemeinde (Freguesia) im Norden Portugals.
Codeceda gehört zum Kreis Vila Verde im Distrikt Braga. Die Gemeinde hatte eine Fläche von 3,4 km² und 172 Einwohner (Stand 30. Juni 2011).
Am 29. September 2013 wurden die Gemeinden Codeceda, Atães, Covas, Penascais und Valões zur neuen Gemeinde União das Freguesias do Vade zusammengeschlossen.